# Darniella gymnomaschala
Darniella gymnomaschala är en amarantväxtart som först beskrevs av René Charles Maire, och fick sitt nu gällande namn av Salvatore Brullo. Darniella gymnomaschala ingår i släktet Darniella, och familjen amarantväxter. Inga underarter finns listade i Catalogue of Life.